# The Paper Soldier
The Paper Soldier est le second roman de Hugh Laurie, dont la sortie était initialement prévue pour septembre 2009, mais qui a finalement été repoussé à une date inconnue. Cet ouvrage sera la suite Tout est sous contrôle, le premier livre de l'acteur britannique, publié en 1996 (et sorti en 2006 en France),.
Le livre sera publié aux États-Unis sous le titre The Paper Soldier et au Royaume-Uni comme Paper Soldiers. Le titre français n'est pas encore annoncé.
Originellement prévu pour septembre 2007, Hugh Laurie n'avait pas écrit le livre à temps pour lancer les impressions, comme le mentionne son avocat au site Mediabistro.com : « Non seulement le nouveau livre de Hugh Laurie ne sortira pas au Royaume-Uni cette semaine, mais il n'a même pas encore commencé à l'écrire ! »
Deux ans plus tard, le même scénario se reproduit. Prévu pour une sortie durant le mois de septembre 2009, le livre n'est jamais parvenu à l'éditeur. Laurie expliquera le 26 août 2009 durant un chat en ligne sur le site du Los Angeles Times, archivé par un fan de Dr House, que « The Paper Soldier est en retard. Très en retard. Très très en retard. »
Ni Hugh Laurie ni son éditeur n'ont annoncé quand ils espéraient que le livre soit fini.